# Дякун Юлія Іллівна
Юлія Іллівна Дякун (нар. 24 вересня 1918, місто Дрогобич, Австро-Угорщина — ?) — вчителька, діячка Української РСР. Депутат Верховної Ради СРСР 4—5-го скликань. 

## Біографія
Народилася в родині дрогобицького поштаря Іллі Якубовича та Людвиги Іллівни Дякун. Українка. 
У 1932—1937 роках — учениця Дрогобицької приватної вчительської семінарії. До 1939 року — безробітна.
З 1939 року — вчителька Грушівськой неповної середньої школи Меденицького району Дрогобицької області. З жовтня 1941 р. — вчителька української 2-х класної народної школи села Модричі Дрогобицького крайсу дистрикту Галичина.
З вересня 1944 року — вчителька середньої школи № 2 міста Дрогобича Дрогобицької області. 
Закінчила Станіславський педагогічний інститут.
З 1953 року — завідувачка навчальної частини початкових класів середньої школи № 2 міста Дрогобича Дрогобицької області.
Член КПРС з 1956 року.
На 1969 рік — заступник директора з навчально-виховної роботи середньої школи № 2 міста Дрогобича Дрогобицької області. 

## Нагороди
- медаль «За трудову відзнаку» (29.09.1954)